# Vítor Manuel de Aguiar e Silva
Vítor Manuel Pires de Aguiar e Silva (Real, Penalva do Castelo, 15 de setembro de 1939 – 12 de setembro de 2022) foi um professor, investigador, escritor e poeta português.

## Vida
Iniciou os estudos no Liceu Nacional de Viseu. Já na Universidade de Coimbra, concluiu o curso de Letras, licenciando-se em Filologia Românica. Após obter o seu doutoramento em Literatura Portuguesa, assumiu a carreira de professor na Faculdade de Letras da mesma universidade em 1979. 
Professor da Universidade do Minho desde 1989, foi Professor Catedrático do Instituto de Letras e Ciências Humanas, fundou e dirigiu o Centro de Estudos Humanísticos e a revista Diacrítica. Desempenhou as funções de vice-reitor da Universidade, de junho de 1990 a julho de 2002, quando se aposentou.
Participou na proposta de criação do Instituto Camões, como coordenador do grupo de trabalho. Também coordenou a Comissão Nacional de Língua Portuguesa (CNALP), tendo ainda sido membro do Conselho Nacional de Cultura.
Foi um dos eminentes professores signatários da Petição em Defesa da Língua Portuguesa Contra o Acordo Ortográfico, que desde 2 de maio de 2008 recolheu mais de 128 000 assinaturas.
Morreu a 12 de setembro de 2022 aos 82 anos, segundo anunciou a Universidade do Minho.

## Prémios e distinções
- Prémio Vergílio Ferreira (2003).
- Grau de Grã-Cruz da Ordem da Instrução Pública (4 de outubro de 2004)[3]
- Prémio Vida Literária da Associação Portuguesa de Escritores (2007).[2]
- Prémio Vasco Graça Moura – Cidadania Cultural (2018).
- Doutoramento Honoris Causa pela Universidade dos Açores (16 de outubro de 2018).
- Prémio Camões[4] (2020).
- Grau de Grã-Cruz da Ordem de Camões (6 de junho de 2024, a título póstumo)[3]

## Obras
- Para uma interpretação do classicismo (1962);
- O teatro de actualidade no romantismo português: 1849-1875  (1965);
- Teoria da literatura (1967);
- Notas sobre o cânone da lírica camoniana (1968);
- Maneirismo e barroco na poesia lírica portuguesa (1971);
- O significado do episódio da Ilha dos Amores na estrutura de Os Lusíadas (1972);
- A oposição democrática e sua ideologia totalitária: discurso proferido na sessão de esclarecimento dos eleitores e apresentação dos candidatos a deputados pela A.N.P., que teve lugar na Figueira da Foz, em 16 de Outubro de 1973 (1973);
- Reforma do sistema educativo (1973);
- A estrutura do romance (1974);
- Competência linguística e competência literária: sobre a possibilidade de uma poética gerativa (1977);
- Crítica de Livros: teoria literária (1977);
- Fialho de Almeida e o problema sociocultural do francesismo (1983);
- Teoria e metodologia literárias (1990);
- Imaginação e pensamentos utópicos no episódio da "Ilha dos Amores" (1988);
- Maria Alice Nobre Gouveia: 1927-1988 (1991);
- Camões: labirintos e fascínios (1994);
- A lira dourada e a tuba canora : novos ensaios camonianos (2008);
- Jorge de Sena e Camões: trinta anos de amor e melancolia (2009);
- As humanidades, os estudos culturais, o ensino da literatura e a política da língua portuguesa (2010);
- Dicionário de Luís de Camões (2011).